# Stetige Funktion
In der Mathematik ist eine stetige Abbildung oder stetige Funktion eine Funktion, bei der hinreichend kleine Änderungen des Arguments nur beliebig kleine Änderungen des Funktionswerts nach sich ziehen. Formalisieren kann man diese Eigenschaft mit der Vertauschbarkeit der Funktion mit Grenzwerten oder mit dem {\displaystyle \varepsilon }-{\displaystyle \delta }-Kriterium.
Sofern die Länge der Kurve endlich ist, kann der Graph einer reellen stetigen und differenzierbaren Funktion {\displaystyle y=f(x)} in einem kartesischen Koordinatensystem innerhalb ihres Definitionsbereichs als zusammenhängende Kurve ohne Absetzen des Stiftes gezeichnet werden.
Viele in der Praxis der reellen Analysis verwendete Funktionen sind stetig, insbesondere ist das für alle differenzierbaren Funktionen der Fall.
Für stetige Funktionen können eine Reihe nützlicher Eigenschaften bewiesen werden. Exemplarisch seien der Zwischenwertsatz, der Satz vom Minimum und Maximum und der Fundamentalsatz der Analysis genannt.
Allgemeiner ist das Konzept der Stetigkeit von Abbildungen in der Mathematik vor allem in den Teilgebieten der Analysis und der Topologie von zentraler Bedeutung.
Es ist möglich, Stetigkeit durch eine Bedingung zu charakterisieren, die nur Begriffe der Topologie benutzt. Somit kann der Begriff der Stetigkeit auch auf Funktionen zwischen topologischen Räumen ausgedehnt werden. Diese allgemeine Sichtweise erweist sich aus mathematischer Sicht als der „natürlichste“ Zugang zum Stetigkeitsbegriff: Stetige Funktionen sind diejenigen Funktionen zwischen topologischen Räumen, die mit deren Strukturen „verträglich“ sind. Stetige Funktionen spielen also in Topologie und Analysis eine ähnliche Rolle wie Homomorphismen in der Algebra.

## Motivation

Graphische Veranschaulichung der Funktion mit einer Sprungstelle in.

Die Funktion
{\displaystyle f(x)={\begin{cases}x,&{\text{wenn }}x\leq 1\\x+1,&{\text{wenn }}x>1\end{cases}}}
„springt“ an der Stelle {\displaystyle x=1} vom Funktionswert 1 auf den Funktionswert 2. Stellt die Funktion einen Zusammenhang aus der Natur oder der Technik dar, so erscheint ein solches Verhalten als unerwartet (Natura non facit saltus). Beschreibt die Funktion zum Beispiel den Zusammenhang zwischen der beim Radfahren aufgebrachten Energie und der erreichten Geschwindigkeit, so wäre es überraschend, wenn eine minimale Steigerung der aufgewandten Energie an einer Stelle sprunghaft zur Verdoppelung der Geschwindigkeit führte.
Der mathematische Begriff der Stetigkeit versucht die Funktionen exakt zu beschreiben, die ein solches „willkürliches“ Verhalten nicht haben. Die angegebene Funktion {\displaystyle f} ist also nicht stetig, wobei sich die Unstetigkeit auf den Punkt {\displaystyle x=1} einschränken lässt. In allen anderen Punkten ist die Funktion stetig.

Sinus und Kosinus sind stetige Funktionen, ihre Funktionsgraphen können in einem Zug ohne Absetzen gezeichnet werden, was aber für viele stetige Funktionen (z. B. die Tangensfunktion) nicht gilt.

Anschaulich wird Stetigkeit oft damit assoziiert, den Graphen einer Funktion in einem Zug ohne Absetzen zeichnen zu können. Diese Anschauung stößt an gewisse Grenzen, besonders wenn man Funktionen mit anderen Definitionsbereichen als der gesamten reellen Zahlengerade betrachtet. Deshalb werden mathematisch exakte Definitionen benötigt.
Beispielsweise ist die durch
{\displaystyle g(x)={\begin{cases}x\cdot \sin {\frac {1}{x}},&{\text{wenn }}x\not =0\\0,&{\text{wenn }}x=0\end{cases}}}

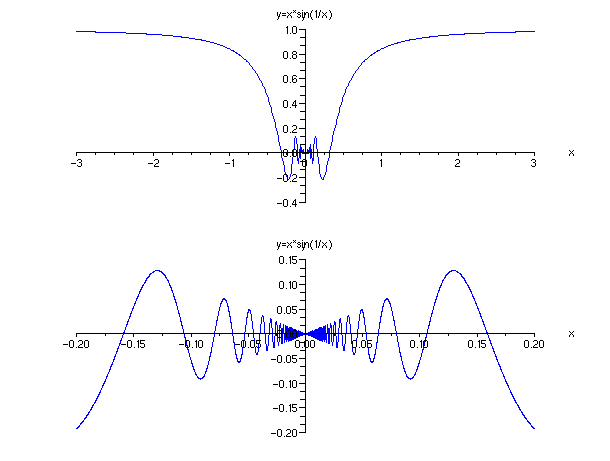
Der Graph der stetigen Funktion in zwei unterschiedlichen Maßstäben.

gegebene Funktion anschaulich stetig, denn außer bei {\displaystyle x=0} ist ihr Graph eine durchgehende Linie, und bei {\displaystyle x=0} hat er keinen Platz, „Sprünge“ zu machen. Ob er sich aber bis zum Nullpunkt „ohne Absetzen zeichnen lässt“, kann man nicht ohne eine genauere Definition dessen entscheiden, was eine erlaubte Zeichnung sein soll. Da ist es einfacher, eine Definition von „stetig“ ohne den Begriff „zeichnen“ zu entwickeln, nach der diese Funktion als stetig nachgewiesen werden kann. Dann können durchaus die eben genannten Gründe zum Beweis beitragen.

## Stetigkeit reeller Funktionen

### Definition
Sei {\displaystyle f} eine reelle Funktion, also eine Funktion {\displaystyle f\colon D_{f}\to \mathbb {R} }, deren Funktionswerte reelle Zahlen sind und deren Definitionsbereich {\displaystyle D_{f}\subset \mathbb {R} } ebenfalls aus reellen Zahlen besteht.

Beispiel zum Folgenkriterium: Die Folge exp(1/n) konvergiert gegen exp(0)

In der reellen Analysis gibt es mehrere gleichwertige Möglichkeiten, die Stetigkeit von {\displaystyle f} in einem {\displaystyle {\displaystyle x_{0}\in D_{f}}} zu definieren. Die gebräuchlichsten sind das Epsilon-Delta-Kriterium und die Definition mittels Grenzwerten.

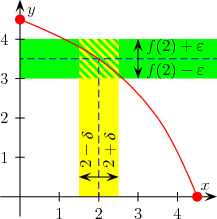
Veranschaulichung der --Definition: für erfüllt die Stetigkeitsbedingung.

Definition mittels Epsilon-Delta-Kriterium. {\displaystyle f} heißt stetig in {\displaystyle x_{0}}, wenn zu jedem {\displaystyle \varepsilon >0} ein {\displaystyle \delta >0} existiert, so dass für alle {\displaystyle x\in D_{f}} mit
{\displaystyle |x-x_{0}|<\delta }
gilt:
{\displaystyle |f(x)-f(x_{0})|<\varepsilon }.
Intuitiv bedeutet die Bedingung der Stetigkeit, dass zu jeder Änderung {\displaystyle \varepsilon } des Funktionswertes, die man zu akzeptieren bereit ist, eine maximale Änderung {\displaystyle \delta } im Argument gefunden werden kann, die diese Vorgabe sicherstellt.
Seien {\displaystyle x,x_{0}\in \mathbb {R} } und {\displaystyle \varepsilon \in \mathbb {R} } mit
{\displaystyle \varepsilon >0}.
Es ist
{\displaystyle |f(x)-f(x_{0})|=|(2x+3)-(2x_{0}+3)|=|2x-2x_{0}|=2|x-x_{0}|}.
Damit dies kleiner als die vorgegebene Zahl {\displaystyle \varepsilon } ist, kann z. B. 
{\displaystyle \delta (\varepsilon )={\tfrac {1}{2}}\varepsilon }
gewählt werden. Denn aus 
{\displaystyle |x-x_{0}|<\delta ={\tfrac {1}{2}}\varepsilon }
folgt dann nämlich 
{\displaystyle |f(x)-f(x_{0})|=2|x-x_{0}|<2\cdot {\tfrac {1}{2}}\varepsilon =\varepsilon }.
Bemerkungen:
- Da die Funktion {\displaystyle f} an jeder Stelle {\displaystyle x_{0}\in \mathbb {R} } stetig ist, ist {\displaystyle f} somit auf ganz {\displaystyle \mathbb {R} } stetig.
- Weil {\displaystyle \delta } lediglich von {\displaystyle \varepsilon }, nicht aber von der Stelle {\displaystyle x_{0}\in \mathbb {R} } abhängt, ist {\displaystyle f} sogar auf ganz {\displaystyle \mathbb {R} } gleichmäßig stetig.

Definition mittels Grenzwerten. Bei dieser Definition fordert man die Vertauschbarkeit von Funktionsausführung und Grenzwertbildung. Hierbei kann man sich wahlweise auf den Grenzwertbegriff für Funktionen oder für Folgen stützen.

Im ersten Fall formuliert man: {\displaystyle f} heißt stetig in {\displaystyle x_{0}}, wenn der Grenzwert {\displaystyle \lim _{x\to x_{0}}f(x)} existiert und mit dem Funktionswert {\displaystyle f(x_{0})} übereinstimmt, wenn also gilt:
{\displaystyle \lim _{x\to x_{0}}f(x)=f(x_{0})}.

Im zweiten Fall formuliert man: {\displaystyle f} heißt stetig in {\displaystyle x_{0}}, wenn für jede gegen {\displaystyle x_{0}} konvergente Folge {\displaystyle (a_{n})} mit Elementen {\displaystyle a_{n}\in D_{f}}, die Folge {\displaystyle {\bigl (}f(a_{n}){\bigr )}} gegen {\displaystyle f(x_{0})} konvergiert.

Die zweite Bedingung wird auch als Folgenkriterium bezeichnet.
Statt von Stetigkeit in {\displaystyle x_{0}} spricht man oft auch von Stetigkeit im Punkt {\displaystyle x_{0}} oder Stetigkeit an der Stelle {\displaystyle x_{0}}. Ist diese Bedingung nicht erfüllt, so nennt man {\displaystyle f} unstetig in (im Punkt/an der Stelle) {\displaystyle x_{0}}, bzw. bezeichnet {\displaystyle x_{0}} als Unstetigkeitsstelle von {\displaystyle f}.
Man spricht von einer stetigen oder überall stetigen Funktion, wenn diese Funktion in jedem Punkt ihres Definitionsbereiches stetig ist.

### Beispiele stetiger und unstetiger Funktionen
Ist eine Funktion an einer Stelle differenzierbar, so ist sie dort auch stetig. Damit folgt insbesondere die Stetigkeit
- aller Polynomfunktionen (wie etwa {\displaystyle x\mapsto x^{3}+4x^{2}-6x+9})
- aller gebrochen-rationalen Funktionen (wie {\displaystyle x\mapsto {\frac {2x-1}{x+2}}})
- der Exponentialfunktionen {\displaystyle x\mapsto a^{x}}, für festes {\displaystyle a\in \mathbb {R} ^{>0}}
- der trigonometrischen Funktionen (also Sinus, Kosinus, Tangens,…)
- der Logarithmusfunktionen

Die Stetigkeit der genannten Funktionen lässt sich aber auch direkt – etwa mittels Epsilontik – und ohne Einbeziehung ihrer Differenzierbarkeit beweisen. In diesem Zusammenhang ist nicht zuletzt die reelle Betragsfunktion erwähnenswert, welche zwar überall stetig, jedoch im Ursprung {\displaystyle 0\in \mathbb {R} } nicht differenzierbar ist.
Ebenfalls stetig sind alle Potenzfunktionen (etwa {\displaystyle x\mapsto x^{\frac {1}{2}}={\sqrt {x}}}), obwohl sie für einen Exponenten kleiner 1 im Punkt 0 ebenfalls nicht differenzierbar sind.

Tatsächlich sind alle elementaren Funktionen stetig (zum Beispiel {\displaystyle x\mapsto {\sqrt {1+\cos ^{2}(x-5)}}}).

Der Graph einer stetigen rationalen Funktion. Die Funktion ist nicht definiert für.

Bei der Betrachtung der elementaren Funktionen ist allerdings zu beachten, dass einige elementare Funktionen als Definitionsbereich nur eine echte Teilmenge der reellen Zahlen haben. Bei der Quadratwurzelfunktion werden z. B. alle negativen Zahlen ausgelassen, bei der Tangensfunktion alle Nullstellen des Kosinus.

Hier ist die Frage nach einer stetigen Fortsetzung der Funktion an einer Definitionslücke  zu stellen.

Beispielsweise ist die Funktion
{\displaystyle x\mapsto f(x):={\frac {2x-1}{x+2}}}
definiert für alle reellen Zahlen {\displaystyle x\in D_{f}=\mathbb {R} \setminus \{-2\}} und sie ist in jedem Punkt des Definitionsbereiches {\displaystyle D_{f}} stetig und damit eine stetige Funktion. Die Frage der Stetigkeit im Punkt {\displaystyle x_{0}=-2} stellt sich nicht, weil dieser Punkt nicht zum Definitionsbereich gehört. Eine stetige Fortsetzung der Funktion an dieser Definitionslücke ist hier wegen {\displaystyle \textstyle \lim _{x\to x_{0}}|f(x)|=+\infty } nicht möglich.
Die Betrags- und die Wurzelfunktion sind Beispiele stetiger Funktionen, die an einzelnen Stellen des Definitionsbereichs nicht differenzierbar sind. Die mathematische Fachwelt nahm noch Anfang des 19. Jahrhunderts an, dass eine stetige Funktion zumindest „an den meisten“ Stellen differenzierbar sein müsse. Bernard Bolzano konstruierte dann als erster Mathematiker eine Funktion, die überall stetig, aber nirgends differenzierbar ist, die Bolzanofunktion. Er veröffentlichte sein Resultat allerdings nicht. Karl Weierstraß fand dann in den 1860er Jahren ebenfalls eine derartige, als Weierstraß-Funktion bekannte Funktion, womit er in der mathematischen Fachwelt Aufsehen erregte. Der Graph der Weierstraß-Funktion kann effektiv nicht gezeichnet werden.

Die Vorzeichenfunktion ist nicht stetig an der Stelle 0.

Einfache Beispiele unstetiger Funktionen sind:
- die Vorzeichenfunktion (unstetig nur in 0)
- die Dirichlet-Funktion (in jedem Punkt unstetig)
- die thomaesche Funktion (unstetig genau in allen rationalen Zahlen).

### Stetigkeit zusammengesetzter Funktionen
Ähnlich wie die Differenzierbarkeit ist die Stetigkeit eine Eigenschaft, die sich bei vielen Operationen von den Bestandteilen auf die daraus zusammengesetzten Funktionen überträgt. Bei den folgenden Punkten sei die Stetigkeit von {\displaystyle f} in {\displaystyle x_{0}} bereits gegeben.
- Hintereinanderausführung: Ist {\displaystyle g} eine weitere reelle Funktion, deren Definitionsbereich den Wertebereich von {\displaystyle f} umfasst und die in {\displaystyle f(x_{0})} stetig ist, dann ist die Komposition {\displaystyle g\circ f} stetig in {\displaystyle x_{0}}.
- Algebraische Operationen: Ist {\displaystyle g} eine weitere reelle Funktion mit demselben Definitionsbereich wie {\displaystyle f}, die ebenfalls in {\displaystyle x_{0}} stetig ist, dann sind die punktweise definierten Funktionen {\displaystyle f+g}, {\displaystyle f-g}, {\displaystyle f\cdot g} und {\displaystyle {\tfrac {f}{g}}} ebenfalls stetig in {\displaystyle x_{0}}. Im letzten Fall ist allerdings zu beachten, dass der Definitionsbereich der zusammengesetzten Funktion sich als {\displaystyle D_{f}} ohne die Nullstellenmenge von {\displaystyle g} ergibt. Insbesondere darf {\displaystyle x_{0}} selbst in diesem Fall also keine Nullstelle von {\displaystyle g} sein.
- Maximum/Minimum: Unter den gleichen Voraussetzungen wie im vorherigen Punkt sind die punktweise definierten Funktionen {\displaystyle \max(f,g)} und {\displaystyle \min(f,g)} stetig in {\displaystyle x_{0}}.

Passen die Definitionsbereiche der beteiligten Funktionen nicht wie gefordert zusammen, so kann man sich eventuell durch geeignete Einschränkungen der Definitionsbereiche weiter helfen.
Unter bestimmten Voraussetzungen überträgt sich Stetigkeit auch auf die Umkehrfunktion. Allerdings kann die Aussage hier nicht für die punktweise Stetigkeit formuliert werden:
Ist der Definitionsbereich der injektiven, stetigen reellen Funktion {\displaystyle f} ein Intervall, so ist die Funktion streng monoton (steigend oder fallend). Die auf dem Wertebereich von {\displaystyle f} definierte Umkehrfunktion {\displaystyle f^{-1}} ist ebenfalls stetig.
Mit Hilfe dieser Permanenzeigenschaften kann man zum Beispiel die Stetigkeit der oben angegebenen elementaren Funktion {\displaystyle x\mapsto {\sqrt {1+\cos ^{2}(x-5)}}} aus der Stetigkeit des Kosinus, der identischen Funktion und der konstanten Funktionen ableiten. Verallgemeinert man diese Überlegung, so ergibt sich die Stetigkeit aller elementaren Funktionen als Konsequenz aus den vorher angegebenen einfachen Beispielen.

### Hauptsätze über stetige reelle Funktionen
Es gibt eine Reihe wichtiger Sätze, die für stetige reelle Funktionen {\displaystyle f} gelten. Diese lassen sich am einfachsten formulieren, wenn man annimmt, dass {\displaystyle D_{f}=[a,b]} mit {\displaystyle a,b\in \mathbb {R} ,a<b} ein abgeschlossenes, beschränktes Intervall ist:
- Zwischenwertsatz: Die Funktion nimmt jeden Wert zwischen {\displaystyle f(a)} und {\displaystyle f(b)} an.

- Satz vom Minimum und Maximum: {\displaystyle f} ist beschränkt und Infimum und Supremum seiner Funktionswerte werden auch als Funktionswert angenommen. Es handelt sich also tatsächlich um Minimum und Maximum. Dieser von Weierstraß bewiesene Satz, bisweilen auch Extremwertsatz genannt, liefert nur die Existenz dieser Extremwerte. Für ihr praktisches Auffinden sind häufig Aussagen aus der Differentialrechnung nötig.

- Fundamentalsatz der Analysis: {\displaystyle f} ist Riemann-integrierbar und die Integralfunktion

{\displaystyle F(x)=\int _{a}^{x}f(t)\,{\rm {d}}t}
ist eine Stammfunktion von {\displaystyle f}.
- Satz von Heine: {\displaystyle f} erfüllt eine strengere Version des Epsilon-Delta-Kriteriums. Die entsprechende Eigenschaft wird gleichmäßige Stetigkeit genannt.

Aus Zwischenwertsatz und Satz vom Minimum und Maximum zusammen folgt, dass das Bild von {\displaystyle f} ebenfalls ein abgeschlossenes, beschränktes Intervall (bzw. im Fall einer konstanten Funktion eine einpunktigen Menge) ist.

### Andere Stetigkeitsbegriffe
Verschärfungen des Begriffs der Stetigkeit sind z. B. gleichmäßige Stetigkeit, (lokale) Lipschitz-Stetigkeit, Hölder-Stetigkeit sowie die absolute Stetigkeit und die geometrische Stetigkeit. Die gewöhnliche Stetigkeit wird mitunter auch als punktweise Stetigkeit bezeichnet, um sie gegenüber der gleichmäßigen Stetigkeit abzugrenzen. Anwendungen der Lipschitz-Stetigkeit finden sich z. B. in Existenz- und Eindeutigkeitssätzen (z. B. Satz von Picard-Lindelöf) für Anfangswertprobleme gewöhnlicher Differentialgleichungen und in der geometrischen Maßtheorie. Die absolute Stetigkeit findet Verwendung in der Stochastik und der Maßtheorie, die geometrische Stetigkeit in der geometrischen Modellierung.
Eine Eigenschaft, die eine Menge von Funktionen besitzen kann, ist die gleichgradige Stetigkeit. Sie spielt eine Rolle im häufig verwendeten Satz von Arzelà-Ascoli.

## Stetigkeit für Funktionen mehrerer Variablen
Eine Funktion
{\displaystyle f\colon \mathbb {R} ^{n}\to \mathbb {R} }
{\displaystyle (x_{1},\ldots ,x_{n})\mapsto f(x_{1},\ldots ,x_{n})}
heißt stetig in {\displaystyle (x_{1},\ldots ,x_{n})}, wenn für jede gegen {\displaystyle (x_{1},\ldots ,x_{n})} konvergierende Folge die Folge der Funktionswerte gegen {\displaystyle f(x_{1},\ldots ,x_{n})} konvergiert.
Sie heißt stetig, wenn sie in jedem Punkt des Definitionsbereichs stetig ist.
Ist die Funktion {\displaystyle f} stetig, so ist sie auch stetig in jedem Argument.
Dabei heißt die Funktion {\displaystyle f}
stetig im ersten Argument, wenn für jedes {\displaystyle (x_{2},\ldots ,x_{n})\in \mathbb {R} ^{n-1}} die Funktion
{\displaystyle f_{(x_{2},\ldots ,x_{n})}\colon \mathbb {R} \to \mathbb {R} }
{\displaystyle x\mapsto f(x,x_{2},\ldots ,x_{n})}
stetig ist. Analog wird die Stetigkeit im zweiten, dritten, … , {\displaystyle n}-ten Argument definiert.

Darstellung der im Punkt (0,0) nicht stetigen nebenstehenden Funktion f.

Umgekehrt folgt aus der Stetigkeit in jedem Argument noch nicht die Stetigkeit von {\displaystyle f}, wie das folgende Beispiel zeigt:
{\displaystyle f\colon \mathbb {R} ^{2}\to \mathbb {R} ,\quad (x,y)\mapsto {\begin{cases}0,&x=y=0\\{\frac {xy}{x^{2}+y^{2}}},&{\text{sonst}}\end{cases}}}
Man überzeugt sich leicht, dass diese Funktion in beiden Argumenten stetig ist.
Die Funktion ist im Punkt {\displaystyle (0,0)} aber unstetig. Definiert man nämlich {\displaystyle a_{k}=\left({\tfrac {1}{k}},{\tfrac {1}{k}}\right)} für {\displaystyle k\in \mathbb {N} }, so ist {\displaystyle (a_{k})_{k\in \mathbb {N} }} eine Folge, die in {\displaystyle \mathbb {R} ^{2}} gegen {\displaystyle (0,0)} konvergiert.
Es gilt {\displaystyle f(a_{k})={\tfrac {1}{2}}} für alle {\displaystyle k\in \mathbb {N} }. Die Bildfolge hat also den konstanten Wert {\displaystyle {\tfrac {1}{2}}} und konvergiert somit nicht gegen den Funktionswert 0 an der betrachteten Stelle.

## Stetigkeit für Abbildungen zwischen metrischen Räumen

### Definition
Seien {\displaystyle \left(X,d_{X}\right)} und {\displaystyle \left(Y,d_{Y}\right)} metrische Räume, {\displaystyle f\colon X\to Y} eine Abbildung und {\displaystyle x\in X}.
Dann heißt {\displaystyle f} stetig in {\displaystyle x}, wenn aus {\displaystyle \lim _{n\to \infty }x_{n}=x} stets {\displaystyle \lim _{n\to \infty }f(x_{n})=f(x)} folgt. Diese Bedingung ist wieder äquivalent zum {\displaystyle \epsilon }-{\displaystyle \delta }-Kriterium.
Die Abbildung {\displaystyle f} heißt stetig, wenn sie in jedem Punkt {\displaystyle x\in X} stetig ist.

### Abbildungen zwischen endlich-dimensionalen euklidischen Vektorräumen
Eine Abbildung
{\displaystyle f=(f_{1},\ldots ,f_{m})\colon \mathbb {R} ^{n}\to \mathbb {R} ^{m}}
ist im Sinne dieser Definition genau dann stetig in {\displaystyle x=(x_{1},\ldots ,x_{n})}, wenn die Komponentenabbildungen {\displaystyle f_{1},\ldots ,f_{m}\colon \mathbb {R} ^{n}\to \mathbb {R} } alle stetig in {\displaystyle x} sind.

### Abbildungen zwischen normierten Vektorräumen
Ein linearer Operator
{\displaystyle T\colon V\rightarrow W}
zwischen normierten Vektorräumen ist genau dann stetig, wenn er beschränkt ist, wenn es also eine Konstante {\displaystyle K} gibt, so dass
{\displaystyle \|T(x)\|\leq K\|x\|}
für alle {\displaystyle x\in V}. Diese Charakterisierung gilt allgemeiner auch für Abbildungen zwischen bornologischen Räumen.
Sind {\displaystyle V} und {\displaystyle W} sogar Banachräume, so kann der Satz vom abgeschlossenen Graphen oft zum Nachweis der Stetigkeit genutzt werden.
Allgemeiner kann man Stetigkeit auch für Abbildungen zwischen lokalkonvexen Vektorräumen definieren und dann ist {\displaystyle f} genau dann stetig, wenn für jede stetige Halbnorm {\displaystyle p} auf {\displaystyle Y} die Halbnorm {\displaystyle p\circ f} stetig auf {\displaystyle X} ist.

### Stetigkeit von Grenzwerten von Funktionenfolgen
Im Allgemeinen folgt aus der punktweisen Konvergenz einer Folge stetiger Funktionen {\displaystyle (f_{k}\colon X\to Y)_{k\in N}} nicht die Stetigkeit der Grenzfunktion {\displaystyle f\colon X\to Y}. Zum Beispiel konvergiert für {\displaystyle X=Y=[0,1]} die Funktionenfolge {\displaystyle f_{k}(x)=x^{k}} gegen die unstetige Funktion
{\displaystyle \lim _{k\to \infty }f_{k}(x)={\begin{cases}1&x=1\\0&\mathrm {sonst} \end{cases}}}.
Unter strengeren Konvergenzbegriffen für Funktionenfolgen, insbesondere der (lokal) gleichmäßigen Konvergenz, kann aber stets die Stetigkeit der Grenzfunktion sichergestellt werden.
Mit Hilfe dieses Konvergenzbegriffs von Funktionenfolgen lässt sich die Stetigkeit von durch Potenzreihen definierten komplexen Funktionen im Innern ihres Konvergenzkreises beweisen (siehe auch Abelscher Grenzwertsatz).
Der Satz von Banach-Steinhaus stellt die Stetigkeit der Grenzfunktion sicher, wenn {\displaystyle X} und {\displaystyle Y} Banachräume sind und alle {\displaystyle f_{k}} lineare Operatoren sind.

### Varianten des Stetigkeitsbegriffs
Für Funktionen zwischen metrischen Räumen gibt eine Reihe weiterer Stetigkeitsbegriffe, die jeweils strengere Bedingungen daran stellen, wie stark der Funktionswert in Abhängigkeit von der Schwankung im Argument schwanken darf.
Hier wäre zu nennen: gleichmäßige Stetigkeit (kann auch für Funktionen auf uniformen Räumen definiert werden), (lokale) Lipschitz-Stetigkeit, Hölder-Stetigkeit, gleichgradige Stetigkeit sowie (falls der Definitionsbereich ein reelles Intervall ist) absolute Stetigkeit.

## Stetigkeit in der Topologie
Das Konzept der Stetigkeit wurde zunächst für reelle und komplexe Funktionen entwickelt. Bei der Begründung des mathematischen Teilgebiets der Topologie zeigte sich aber, dass das Konzept sich natürlich auf dieses Gebiet erweitern lässt. Seitdem ist die Stetigkeit einer der Grundbegriffe der modernen Mathematik.
Die oben angegebenen alternativen Definitionen von Stetigkeit können leicht auf viel allgemeinere Situationen ausgedehnt werden, wobei ein Großteil der angegebenen Eigenschaften stetiger Funktionen ebenfalls verallgemeinert werden kann. Dieser verallgemeinerte Stetigkeitsbegriff ist von zentraler Bedeutung für die Topologie und verwandte mathematische Teilgebiete (etwa die Funktionalanalysis).

### Definitionen der Stetigkeit
Da man topologische Räume auf unterschiedliche (aber äquivalente) Weise definieren kann, existieren auch mehrere gleichwertige Definitionen der Stetigkeit. Im Folgenden finden sich bei jeder Definition mehrere Varianten, die sich durch ihren Grad an Formalisierung unterscheiden, inhaltlich aber dasselbe aussagen.
Funktionen besitzen einen Definitionsbereich und eine Zielmenge, die mit verschiedenen Topologien versehen werden können. Die Wahl dieser Topologien ist kein Bestandteil der 'Identität' der Funktion aber wesentlich für die Frage der Stetigkeit. Es ist daher eigentlich unpräzise, davon zu sprechen, dass eine Funktion stetig oder unstetig sei.
Eine präzise Formulierung von der unten angegebenen Definition mittels Umgebungen würde zum Beispiel lauten:
Seien {\displaystyle (X,T_{1})} und {\displaystyle (Y,T_{2})} topologische Räume. Sei {\displaystyle f\colon X\to Y} eine Funktion und {\displaystyle \xi \in X}. Dann heißt {\displaystyle f} stetig in {\displaystyle \xi } bezüglich der Räume {\displaystyle (X,T_{1})} und {\displaystyle (Y,T_{2})}, wenn für jede {\displaystyle (Y,T_{2})}-Umgebung {\displaystyle U} von {\displaystyle f(\xi )} das Urbild
{\displaystyle f^{-1}(U)} eine {\displaystyle (X,T_{1})}-Umgebung von {\displaystyle \xi } ist.

#### Offene Mengen
1. Eine Funktion zwischen zwei topologischen Räumen ist genau dann stetig, wenn die Urbilder offener Mengen wiederum offene Mengen sind.
2. Sei {\displaystyle f} eine Abbildung von dem topologischen Raum {\displaystyle X} in den topologischen Raum {\displaystyle Y}. Dann heißt {\displaystyle f} stetig, wenn das Urbild unter {\displaystyle f} von jeder in {\displaystyle Y} offenen Menge {\displaystyle O} wieder offen in {\displaystyle X} ist.
3. {\displaystyle f\colon X\rightarrow Y} stetig   {\displaystyle \Leftrightarrow \ \forall O\in {\mathcal {O}}_{Y}:f^{-1}(O)\in {\mathcal {O}}_{X}} (wobei {\displaystyle {\mathcal {O}}_{Y}} die Topologie des Raumes {\displaystyle Y}, also die Menge der offenen Mengen des topologischen Raumes ist)

#### Abgeschlossene Mengen

Stetigkeit in einem Punkt x: für jede Umgebung V von f(x) gibt es eine Umgebung U von x mit f(U) ⊆ V

Die Stetigkeit kann durch abgeschlossene Mengen definiert werden, indem man „offene Mengen“ in obiger Definition durch „abgeschlossene Mengen“ ersetzt:
1. Eine Funktion zwischen zwei topologischen Räumen ist genau dann stetig, wenn die Urbilder abgeschlossener Mengen wiederum abgeschlossene Mengen sind.
2. Sei {\displaystyle f} eine Abbildung von dem topologischen Raum {\displaystyle X} in den topologischen Raum {\displaystyle Y}. Dann heißt {\displaystyle f} stetig, wenn das Urbild unter {\displaystyle f} von jeder in {\displaystyle Y} abgeschlossenen Menge {\displaystyle A} wieder abgeschlossen in {\displaystyle X} ist.
3. {\displaystyle f\colon X\rightarrow Y} stetig   {\displaystyle \Leftrightarrow \ \forall O\in {\mathcal {O}}_{Y}:X\setminus f^{-1}(Y\setminus O)\in {\mathcal {O}}_{X}}

#### Umgebungen
Sei {\displaystyle {\mathcal {U}}(x)} die Menge aller Umgebungen eines Punktes {\displaystyle x}.
1. Eine Funktion zwischen zwei topologischen Räumen ist genau dann stetig, wenn für jeden Punkt gilt: für jede Umgebung des Bildpunktes dieses Punktes gibt es eine Umgebung des Punktes, deren Bild komplett in der Umgebung des Bildpunktes liegt.
2. Sei {\displaystyle f} eine Abbildung von dem topologischen Raum {\displaystyle X} in den topologischen Raum {\displaystyle Y}. Dann ist {\displaystyle f} genau dann stetig, wenn für jeden Punkt {\displaystyle x} in {\displaystyle X} gilt: Ist {\displaystyle V} eine Umgebung von {\displaystyle f(x)}, dann gibt es eine Umgebung {\displaystyle U} von {\displaystyle x}, so dass {\displaystyle f(U)} in {\displaystyle V} enthalten ist.
3. {\displaystyle f\colon X\rightarrow Y} stetig   {\displaystyle \Leftrightarrow \ \forall x\in X\ \forall V\in {\mathcal {U}}(f(x))\exists U\in {\mathcal {U}}(x):f(U)\subseteq V}

#### Netze
Für eine gerichtete Menge {\displaystyle (I,\triangleleft )} und eine Menge {\displaystyle X} ist ein Netz eine Abbildung {\displaystyle x\colon I\to X}. Meist schreibt man analog zu Folgen {\displaystyle (x_{i})_{i\in I}}. Da die natürlichen Zahlen mit der gewöhnlichen Anordnung eine gerichtete Menge bilden, sind Folgen spezielle Netze.
1. Seien {\displaystyle X} und {\displaystyle Y} topologische Räume. Eine Abbildung {\displaystyle f\colon X\to Y} ist genau dann stetig, wenn für alle {\displaystyle x\in X} gilt: Für jedes in {\displaystyle X} gegen {\displaystyle x} konvergierende Netz {\displaystyle (x_{i})_{i\in I}} konvergiert das Netz {\displaystyle \left(f(x_{i})\right)_{i\in I}} in {\displaystyle Y} gegen {\displaystyle f(x).}
2. {\displaystyle f\colon X\to Y} stetig   {\displaystyle \Leftrightarrow \ \forall x\in X\colon \left((x_{i})_{i\in I}\longrightarrow _{X}x\Rightarrow \left(f(x_{i})\right)_{i\in I}\longrightarrow _{Y}f(x)\right).}

Funktionen, die die schwächere Bedingung „{\displaystyle (x_{n})_{n\in \mathbb {N} }\to x\Longrightarrow (f(x_{n}))_{n\in \mathbb {N} }\to f(x)}“ erfüllen, werden folgenstetig in {\displaystyle x} genannt.
Erfüllt {\displaystyle X} das erste Abzählbarkeitsaxiom (dies ist z. B. für metrische Räume der Fall), so sind die beiden Begriffe gleichwertig.

#### Abschluss
1. Eine Funktion zwischen zwei topologischen Räumen ist genau dann stetig, wenn das Bild des Abschlusses einer beliebigen Teilmenge im Abschluss des Bildes dieser Teilmenge enthalten ist.
2. Sei {\displaystyle f} eine Abbildung von dem topologischen Raum {\displaystyle X} in den topologischen Raum {\displaystyle Y}. Dann ist {\displaystyle f} genau dann stetig, wenn für jede Teilmenge {\displaystyle A} von {\displaystyle X} gilt: Das Bild des Abschlusses von {\displaystyle A} liegt im Abschluss des Bildes von {\displaystyle A}.
3. {\displaystyle f\colon X\rightarrow Y} stetig   {\displaystyle \Leftrightarrow \ \forall A\subseteq X:f({\overline {A}})\subseteq {\overline {f(A)}}}

Betrachtet man bei einer Funktion nicht wie bei der Stetigkeit die Urbilder, sondern die Bilder der Funktion, so gelangt man zu den Begriffen der offenen bzw. abgeschlossenen Abbildung.

### Eigenschaften stetiger Funktionen
- Wenn {\displaystyle f\colon X\to Y} und {\displaystyle g\colon Y\to Z} stetige Funktionen sind, dann ist die Komposition {\displaystyle g\circ f\colon X\to Z} auch stetig.
- Einschränkungen stetiger Funktionen sind stetig.
- Wenn {\displaystyle f\colon X\to Y} stetig und
  - X kompakt ist, dann ist {\displaystyle f(X)} kompakt.[5]
  - X zusammenhängend ist, dann ist {\displaystyle f(X)} zusammenhängend.[6]
  - X wegzusammenhängend ist, dann ist {\displaystyle f(X)} wegzusammenhängend.
- Stetigkeit in einem Punkte ist eine lokale Eigenschaft.

Viele wichtige Sätze über Funktionen setzen voraus, dass diese stetig sind. Hier einige Beispiele:
- Für eine auf einem kompakten Intervall definierte stetige Funktion gilt der Weierstraß'sche Extremwertsatz (s. o.).

- Eine stetige Funktion ist Borel-messbar.

- Der Satz von Peano über die Existenz von Lösungen gewöhnlicher Differentialgleichungen setzt die Stetigkeit der rechten Seite voraus.

- Der in der Topologie wichtige brouwersche Abbildungsgrad und seine in der Funktionalanalysis verwendeten Verallgemeinerungen sind für stetige Abbildungen definiert.

- Eine stetige Funktion von einer nichtleeren kompakten und konvexen Teilmenge eines hausdorffschen topologischen Vektorraums in sich selbst besitzt einen Fixpunkt (Fixpunktsatz von Schauder).

### Beispiele stetiger Funktionen

#### Elementare Beispiele
- Für eine Definitionsmenge {\displaystyle X} mit der diskreten Topologie ist jede Funktion {\displaystyle f\colon X\to Y} in einen beliebigen Raum {\displaystyle Y} stetig.
- Für eine Zielmenge {\displaystyle Y} mit der indiskreten Topologie ist jede Funktion {\displaystyle f\colon X\to Y} in diesen Raum {\displaystyle Y} stetig.[7]
- Konstante Abbildungen zwischen beliebigen topologischen Räumen sind immer stetig.
- Für eine Definitionsmenge mit der indiskreten Topologie und eine Zielmenge, die ein T0-Raum ist, sind die konstanten Funktionen die einzigen stetigen Funktionen.
- Die identische Abbildung {\displaystyle \operatorname {id} _{X}\colon (X,{\mathcal {T}}_{1})\to (X,{\mathcal {T}}_{2}),x\mapsto x} ist genau dann stetig, wenn die Topologie des Urbildraumes feiner ist, als die des Bildraumes, d. h. {\displaystyle {\mathcal {T}}_{2}\subseteq {\mathcal {T}}_{1}}.[8]

#### Wege
Ist {\displaystyle X} ein topologischer Raum, so bezeichnet man eine stetige Funktion von {\displaystyle [0,1]} nach {\displaystyle X} auch als Weg in {\displaystyle X}.
Dieser Begriff ist selbst wieder in verschiedenen Teilgebieten der Mathematik von großer Bedeutung:
- Definition des Kurvenintegrals
- Definition des Wegzusammenhangs
- Definition der Fundamentalgruppe

Überraschend mag das Ergebnis sein, dass der n-dimensionale Einheitswürfel {\displaystyle [0,1]^{n}} für jedes {\displaystyle n\in \mathbb {N} } durch einen Weg vollständig ausgefüllt werden kann (Peano-Kurve).

#### Homöomorphismen
In der Algebra gilt, dass die Umkehrfunktion eines bijektiven Homomorphismus wieder ein Homomorphismus ist. Homomorphismen sind per Definition dadurch charakterisiert, dass ihre Anwendung mit der Ausführung der Rechenoperationen vertauscht werden kann. Beim Beweis der Homomorphismus-Eigenschaft der Umkehrfunktion nutzt man aus, dass die Rechenoperationen immer ausgeführt werden können (im Definitionsbereich) und immer ein eindeutiges Ergebnis haben (in der Zielmenge).
Eine stetige Funktion kann charakterisiert werden als eine Funktion, deren Anwendung mit der Grenzwertbildung (von Netzen) vertauscht werden kann. Da aber Netze im Definitionsbereich nicht konvergieren müssen und in der Zielmenge Netze auch gegen mehrere Grenzwerte konvergieren können, gilt eine analoge Aussage über Umkehrfunktionen hier nicht. Dies zeigt zum Beispiel die bijektive stetige Funktion {\displaystyle \varphi \colon [0,1[\rightarrow \{z\in \mathbb {C} \,||z|=1\},x\mapsto e^{2\pi ix}}.

Man bezeichnet eine bijektive Funktion zwischen zwei topologischen Räumen als Homöomorphismus, wenn eine (und damit alle) der folgenden äquivalenten Bedingungen erfüllt ist:
(a) Die Funktion und ihre Umkehrfunktion sind stetig.

(b) Die Funktion und ihre Umkehrfunktion sind offen.

(c) Die Funktion und ihre Umkehrfunktion sind abgeschlossen.

(d) Die Funktion ist stetig und offen.

(e) Die Funktion ist stetig und abgeschlossen.
Jede stetige Bijektion zwischen kompakten Hausdorff-Räumen ist ein Homöomorphismus.

#### Funktionen mehrerer Variablen
Eine Funktion, deren Definitionsbereich ein Kartesisches Produkt ist, wird auch als Funktion in mehreren Variablen bezeichnet. Die folgenden Ausführungen für den Fall eines Produktes von zwei topologischen Räumen können auf beliebige (auch unendliche) Produkte erweitert werden.
Seien {\displaystyle X}, {\displaystyle Y} und {\displaystyle Z} topologische Räume und {\displaystyle f\colon X\times Y\to Z} eine Funktion in zwei Variablen.
{\displaystyle f} heißt stetig im ersten Argument, wenn für jedes {\displaystyle y_{0}\in Y} die Funktion {\displaystyle f_{y_{0}}\colon X\to Z,x\mapsto f(x,y_{0})} stetig ist. Analog wird die Stetigkeit im zweiten Argument definiert.
Ist die Funktion {\displaystyle f} stetig (hierbei wird auf {\displaystyle X\times Y} die Produkttopologie angenommen), so ist {\displaystyle f} auch stetig in beiden Argumenten. Die Umkehrung gilt nicht, wie das Beispiel in Stetige Funktionen in mehreren Veränderlichen zeigt.
Die umgekehrte Situation ist deutlich einfacher: Für eine Funktion {\displaystyle f\colon X\to Y\times Z} gibt es (eindeutig bestimmte) Funktionen {\displaystyle g\colon X\to Y} und {\displaystyle h\colon X\to Z}, so dass {\displaystyle f(x)=(g(x),h(x))} für alle {\displaystyle x\in X}.
Dann ist {\displaystyle f} genau dann stetig, wenn {\displaystyle g} und {\displaystyle h} es sind. Man kann also {\displaystyle C(X,Y\times Z)} in natürlicher Weise mit {\displaystyle C(X,Y)\times C(X,Z)} identifizieren.

### Menge der stetigen Funktionen
Die Menge aller stetigen Funktionen von {\displaystyle X} nach {\displaystyle Y} wird meist mit {\displaystyle C(X,Y)} oder {\displaystyle C^{0}(X,Y)} bezeichnet. Dabei steht das C für „continuous“, englisch für „stetig“. Ist der Bildraum {\displaystyle Y} aus dem Kontext ersichtlich oder {\displaystyle Y=\mathbb {C} }, so schreibt man oft nur {\displaystyle C(X)} bzw. {\displaystyle C^{0}(X)}.
{\displaystyle C(X)} ist eine Unteralgebra der {\displaystyle \mathbb {C} }-Algebra aller reellwertigen Funktionen auf {\displaystyle X}. Zwei stetige Funktionen von {\displaystyle X} nach {\displaystyle Y} stimmen bereits überein, wenn sie auf einer dichten Teilmenge von {\displaystyle X} übereinstimmen.
Da jede Teilmenge von {\displaystyle \mathbb {C} } eine höchstens abzählbare dichte Teilmenge besitzt, kann man hieraus ableiten, dass die Mächtigkeit von {\displaystyle C(X)} die Mächtigkeit des Kontinuums ist (falls {\displaystyle X} nicht leer ist). Die Menge aller Funktionen von {\displaystyle X} nach {\displaystyle \mathbb {C} } hat eine wesentlich größere Mächtigkeit (zumindest, wenn {\displaystyle X} ein Intervall mit mehr als einem Element ist). Man kann das so interpretieren, dass Stetigkeit unter reellen Funktionen eine 'seltene' Eigenschaft ist. Dies widerspricht etwas der Alltagserfahrung, da ja alle elementaren Funktionen stetig sind.
Wichtige Unterräume von {\displaystyle C(X)} sind zum Beispiel:
- die stetigen Funktionen mit kompaktem Träger {\displaystyle C_{c}(X)}

- die stetigen Funktionen, die im Unendlichen verschwinden {\displaystyle C_{0}(X)}

- die beschränkten stetigen Funktionen {\displaystyle C_{b}(X)}.

- falls {\displaystyle X} eine differenzierbare Mannigfaltigkeit ist: die Menge der stetig differenzierbaren Funktionen {\displaystyle C^{1}(X)} und

- die Menge der beliebig oft differenzierbaren Funktionen {\displaystyle C^{\infty }(X)}.

Ist {\displaystyle X} ein kompakter Raum, so tragen die stetigen Funktionen mehr Struktur. Ist dann zusätzlich {\displaystyle Y} ein metrischer Raum, zum Beispiel wieder {\displaystyle Y=\mathbb {R} }, so sind die stetigen Funktionen stets eine Teilmenge der beschränkten Funktionen, es gilt also
{\displaystyle C(X,Y)\subset B(X,Y)}.
Ist auf {\displaystyle Y} eine Norm {\displaystyle \|\cdot \|_{Y}} definiert, so wird über
{\displaystyle \|f\|_{\sup }:=\sup _{x\in X}\|f(x)\|_{Y}}
eine Norm auf {\displaystyle C(X,Y)} definiert, die sogenannte Supremumsnorm. Diese Definition ist aufgrund der Beschränktheit stetiger Funktionen auf kompakten Räumen sinnvoll.
Ist {\displaystyle Y} ein Banach-Raum, also ein vollständiger normierter Raum, so ist auch {\displaystyle C(X,Y)} ein Banach-Raum. Die stetigen Funktionen sind dann ein abgeschlossener Unterraum der beschränkten Funktionen.
Zu einer Familie stetiger Funktionen kann man auf dem Definitionsbereich nach einer möglichst groben Topologie sucht, bezüglich der die Funktionen immer noch stetig sind, bzw. auf der Zielmenge nach einer möglichst feinen. Diese Topologien werden als Initialtopologie und Finaltopologie bezeichnet.

### Algebren stetiger komplexwertiger Funktionen
Für einen topologischen Raum {\displaystyle X} bildet {\displaystyle C(X)}, die Menge der stetigen komplexwertigen Funktionen auf {\displaystyle X}, wie bereits festgestellt, eine {\displaystyle \mathbb {C} }-Algebra. Diese ist natürlich kommutativ und unital (die Funktion mit dem konstanten Wert 1 ist das Einselement).
Zusätzlich ist auf dieser Algebra in natürlicher Weise eine konjugiert lineare Involution gegeben, die auch mit der Multiplikation verträglich ist. Diese ist gegeben durch {\displaystyle {\overline {f}}(x)={\overline {f(x)}}} für {\displaystyle x\in X,f\in C(X)}.
{\displaystyle C(X)} ist also eine unitale, kommutative *-Algebra.
Man beachte, dass die Untersuchung dieser Algebren die Untersuchung der Algebren aller komplexwertigen Funktionen auf einer beliebigen Menge einschließt, da man jede Menge mit der diskreten Topologie versehen kann, wodurch alle Funktionen stetig werden.
Das Lemma von Urysohn stellt für die meisten wichtigen topologischen Räume sicher, dass {\displaystyle C(X)} ausreichend reichhaltig ist.
Tatsächlich erweist sich diese Algebra als oftmals zu groß für die praktische Untersuchung. Man geht daher meist zur unitalen *-Unteralgebra {\displaystyle C_{b}(X)} der beschränkten, stetigen komplexwertigen Funktionen auf {\displaystyle X} über.
Falls {\displaystyle X} kompakt ist, so gilt {\displaystyle C(X)=C_{b}(X)}, wegen (15').
{\displaystyle C_{b}(X)} wird durch die Supremumsnorm zu einer kommutativen, unitalen C*-Algebra.
Der Satz von Gelfand-Neumark besagt, dass jede kommutative, unitale C*-Algebra isomorph ist zu {\displaystyle C(K)} für einen geeignet gewählten kompakten Hausdorff-Raum {\displaystyle K}. Dabei ist {\displaystyle K} bis auf Homöomorphie eindeutig bestimmt (und der Satz gibt auch ein konstruktives Verfahren zur Ermittlung von {\displaystyle K} an).
Somit kann die Theorie der kommutativen, unitalen C*-Algebren vollständig identifiziert werden mit der Theorie der kompakten Hausdorff-Räume. Dies ist ein mächtiges Werkzeug, da Aussagen, die in der einen Theorie schwierig zu beweisen sind, in die andere Theorie übertragen werden können, wo ihr Beweis oft viel einfacher ist.
In Erweiterung dieses Ergebnisses kann die Theorie der kommutativen, eventuell nicht unitalen, C*-Algebren mit der Theorie der lokalkompakten Hausdorff-Räume identifiziert werden. Hierbei wird allerdings zu einem lokalkompakten Hausdorff-Raum {\displaystyle X} nicht {\displaystyle C_{b}(X)}, sondern die Unteralgebra der C0-Funktionen auf {\displaystyle X} betrachtet.
Bemerkung: Mittels der GNS-Konstruktion kann auch jede nicht-kommutative C*-Algebra mit einer Algebra stetiger (linearer) Funktionen identifiziert werden. Hierbei wird allerdings als Multiplikation die Komposition von Operatoren und nicht die punktweise Multiplikation verwendet. Daher sollten diese beiden Vorgehensweisen nicht miteinander verwechselt werden.
Zwei weitere wichtige Ergebnisse über die Struktur von {\displaystyle C(K)} für kompakte Hausdorff-Räume {\displaystyle K} sind der Satz von Stone-Weierstraß (Charakterisierung der dichten *-Unteralgebren von {\displaystyle C(K)}) und der Satz von Arzelà-Ascoli (Charakterisierung der relativ kompakten Teilmengen von {\displaystyle C(K)}).
Ein Spezialfall des ersten Satzes ist der Approximationssatz von Weierstraß, der besagt, dass auf einer kompakten Teilmenge von {\displaystyle \mathbb {R} } jede stetige, komplexwertige Funktion gleichmäßig durch eine Folge von Polynomfunktionen approximiert werden kann.

### Verknüpfung von algebraischen und topologischen Strukturen
Viele der in der Mathematik untersuchten Mengen tragen in natürlicher Weise sowohl eine topologische als auch eine algebraische Struktur. Ein einfaches Beispiel hierfür sind die Mengen {\displaystyle \mathbb {R} } und {\displaystyle \mathbb {C} }, die durch die Betragsmetrik zu metrischen Räumen werden, und die gleichzeitig durch die Grundrechenarten zu Körpern werden.
Eine besonders reichhaltige Theorie ergibt sich, wenn diese beiden Strukturen harmonieren. Dies ist dann gegeben, wenn die Verknüpfung(en), die die algebraische Struktur definieren, stetige Funktionen bezüglich der betrachteten Topologie sind.
Auf diese Weise ergeben sich sehr einfach die Definition einer topologischen Gruppe, eines topologischen Rings/Körpers und eines topologischen Vektorraums.
Hat man zwei Exemplare einer solchen Kategorie (also etwa zwei topologische Gruppen), so bietet es sich an, die Funktionen zwischen diesen beiden zu untersuchen, die verträglich mit beiden Strukturen sind, die also stetige Homomorphismen sind.
In der Funktionalanalysis werden zum Beispiel intensiv die Eigenschaften von (Räumen von) stetigen linearen Operatoren untersucht.
In allen genannten Kategorien ist ein Homomorphismus übrigens entweder stetig oder in jedem Punkt unstetig.
Mit dem Auswahlaxiom kann man zahlreiche unstetige Homomorphismen zwischen topologischen Gruppen konstruieren, insbesondere auch zahlreiche unstetige Homomorphismen {\displaystyle f\colon \mathbb {R} \to \mathbb {R} }.
Andererseits sind stetige Homomorphismen zwischen Lie-Gruppen stets differenzierbar.

## Geschichte
Augustin-Louis Cauchy und Bernard Bolzano gaben Anfang des 19. Jahrhunderts unabhängig voneinander eine Definition der Stetigkeit. Ihr Stetigkeitsbegriff unterschied sich grundsätzlich von dem Eulerschen, wonach eine Funktion stetig heißt, falls sie durch einen einzigen analytischen Ausdruck beschrieben werden kann. Unter einem analytischen Ausdruck verstand Euler Ausdrücke, die durch endliche (algebraische Funktionen) oder unendliche (transzendente Funktionen) Anwendung algebraischer Operationen wie Addition, Subtraktion, Multiplikation, Division, Wurzelziehen gebildet werden. Im Eulerschen Sinne galt die Betragsfunktion als unstetig, weil durch zwei analytische Ausdrücke gegeben, während nach der auf Cauchy und Bolzano zurückgehenden Definition diese Funktion stetig ist.
Cauchy und Bolzano nannten eine Funktion stetig, wenn hinreichend kleine Änderungen des Arguments nur beliebig kleine Änderungen des Funktionswerts nach sich zögen. Dies war bereits eine exakte Definition, die aber in ihrer praktischen Anwendung gewisse Fragen offenlässt. Das heutzutage übliche {\displaystyle \varepsilon }-{\displaystyle \delta }-Kriterium wurde von Karl Weierstraß in seinem viersemestrigen Vorlesungszyklus verwendet, den er zwischen 1857 und 1887 insgesamt sechzehnmal gehalten hat.
Lange Zeit war offen, ob es auch stetige reelle Funktionen gibt, die nirgends differenzierbar sind. Das erste Beispiel einer reellen stetigen, aber nirgends differenzierbaren Funktion wurde von Bernard Bolzano konstruiert (Bolzanofunktion). Dieses Beispiel wurde aber erst deutlich später veröffentlicht. Bekannt wurde die Existenz solcher Funktionen durch Karl Weierstraß (Weierstraß-Funktion), der damit viele zeitgenössische Mathematiker überraschte.